# Pfarrkirche Grins

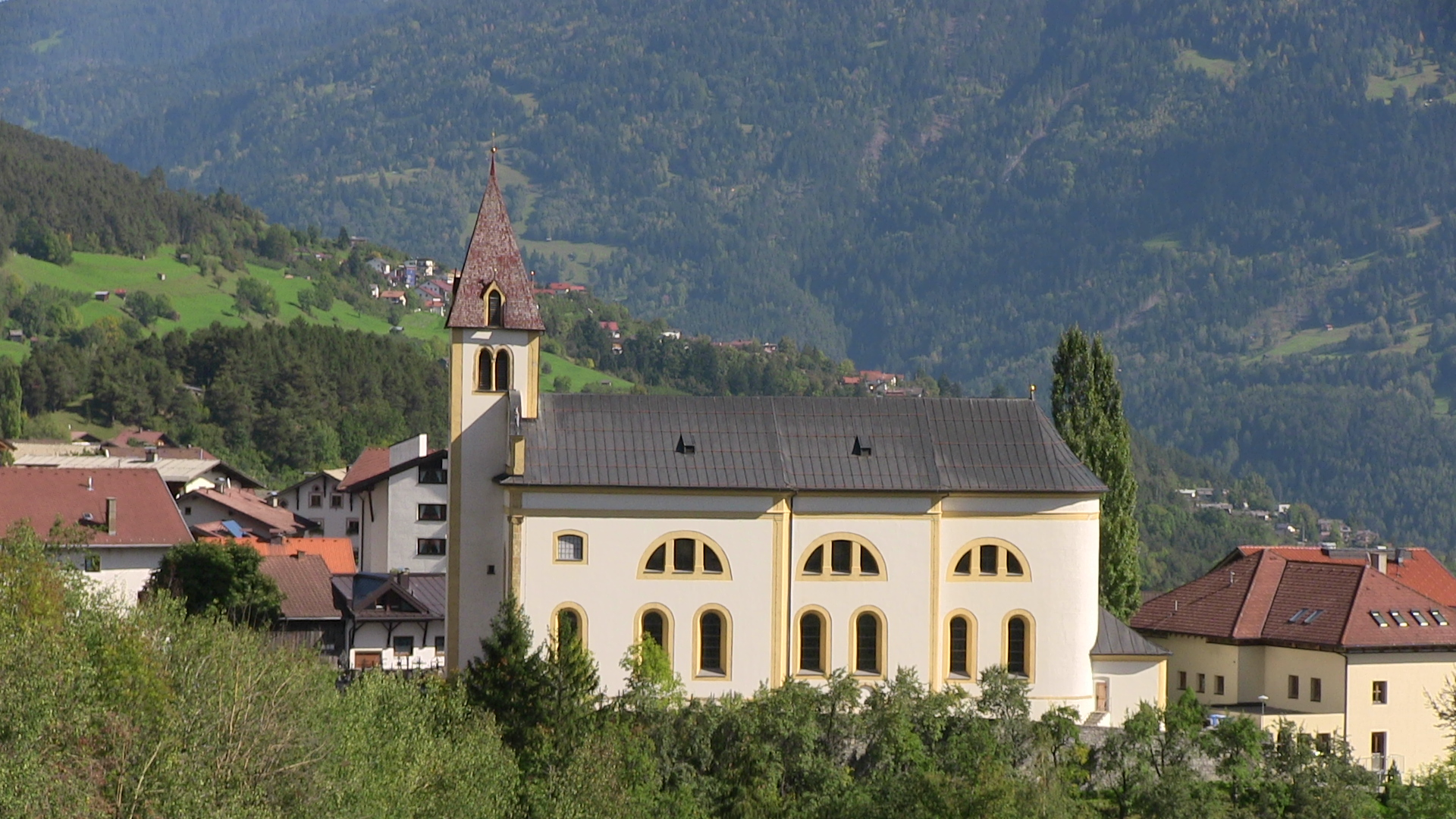
Pfarrkirche hl. Nikolaus in Grins

Die römisch-katholische Pfarrkirche Grins steht inmitten des Friedhofes am westlichen Ortsrand der Gemeinde Grins im Bezirk Landeck in Tirol. Sie ist dem heiligen Nikolaus geweiht und gehört zum Dekanat Zams in der Diözese Innsbruck. Das Gebäude steht unter Denkmalschutz.

## Lagebeschreibung
Die Kirche liegt in beherrschender Lage am westlichen Ortsrand und wird von einem Friedhof umgeben.

## Geschichte
Die Kirche wird 1439 erstmals urkundlich erwähnt. 1497 wird die Weihe einer Kirche erwähnt. Der Bau der heutigen spätbarocken Kirche erfolgte in den Jahren 1775 bis 1779 angeblich nach Plänen von Franz Singer und Maurermeister Weiskopf. Entgegen der bisherigen Auffassung ordnet Klaus Aman in seiner 262-seitigen Dissertation aus dem Jahre 2002 die Pfarrkirche Grins jedoch nicht Franz Singer zu.

## Architektur

### Außenbeschreibung
Die Kirche ist ein spätbarocker Saalbau. Vom spätgotischen Bau, der 1497 geweiht wurde, ist heute noch der Turm erhalten, der in die Hauptfassade der nach Süden ausgerichteten Kirche einbezogen wurde. Der Kirchturm ist leicht vorspringend und hat zweibahnige Klangfenster mit Maßwerk und Spitzbögen. Der Turm ist mit einem Pyramidenhelm gedeckt. Die Kirche ist außen durch ein eingezogenes Mitteljoch und ein dazu eingezogenes Chorjoch dreiteilig gegliedert. Der Chorschluss ist flachrund ausgeführt. Über dem Kirchenschiff ist ein flaches Satteldach. Je zwei Rundbogenfenster sind durch darüberliegende Thermenfenster zusammengefasst. Auf beiden Seiten des Turmes ist jeweils ein gekehltes Rundbogenportal. Das westliche weist an den Kapitellen die Jahreszahl 1779 auf.

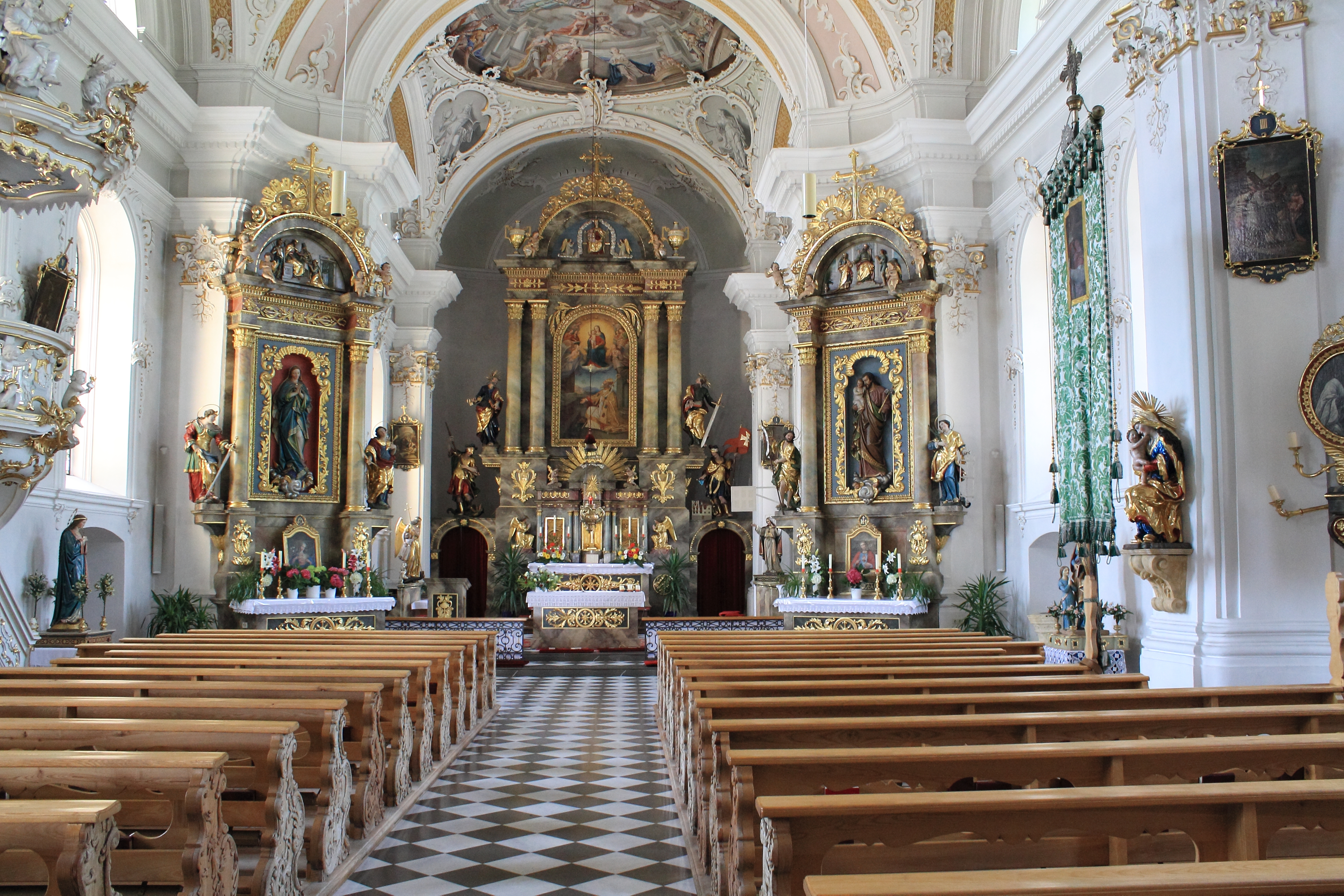
Altar und Chor der Kirche

### Innenbeschreibung
Im Inneren werden die drei Raumteile durch massive Pfeiler akzentuiert. Die Decke besteht aus flachen Kuppeln und ist durch Stuck-Ornamentik im Stil des Rokoko ausgestaltet. Das nördliche breitere Joch ist reich dekoriert, die  konkav einschwingenden Pfeiler weisen Doppelpilaster auf. Das umlaufende Gebälk steigt hier segmentbogig zu den Thermenfenstern auf.
Im nördlichen Vorjoch ist eine zweigeschoßige Empore. Die südlichen Pfeiler im Mitteljoch sind konkav. Das Chorjoch ist quadratisch.
Im Gewölbe sind Malereien von Matthäus Günther von 1779. Im Chor ist die „Glorie des heiligen Nikolaus“ und in den Zwickeln sind die vier Kardinaltugenden dargestellt. Im Langhaus sind eine „Maria Immaculata“, die vier Evangelisten, die Huldigung der vier Erdteile an die Kirche sowie die vier Kirchenväter zu sehen.
Das Jahr der Fertigstellung der Kirche ist als Chronogramm wiedergegeben: DIVVs NICoLaVs TeMpLI TVreLarIs PatronVs. – Die Buchstaben, die auch als römische Zahlenzeichen zu lesen sind, ergeben die Summe 1779.

## Ausstattung
Die Altäre wurden im Stil des Klassizismus um 1840 errichtet. Das Hochaltarbild ist mit den Künstlerinsignien „F(ranz) A. Pig., 1862“ versehen und zeigt den heiligen Nikolaus vor Maria kniend. Die barocken Statuen aus dem Jahr 1723 stammen urkundlich von Andreas Kölle. Sie stellen die Heiligen Petrus, Paulus, Georg und Florian dar. Im Giebel ist ein Madonnenrelief von Franz Xaver Renn aus der Zeit um 1840.
Auf dem linken Seitenaltar steht eine „Maria Immaculata“-Statue vom Ende des 19. Jahrhunderts. Diese wird von barocken Stauen der heiligen Katharina und der heiligen Ursula flankiert. Auch diese stammen aus der Hand von Andreas Kölle. Das Relief im Giebel zeigt „Königin Ester vor Ahasver“.
Auf dem rechten Seitenaltar steht eine Statue des heiligen Josef vom Ende des 19. Jahrhunderts. Diese wird von barocken Figuren des heiligen Johannes des Täufers und Laurentius flankiert, ebenfalls von Andreas Kölle.
Die Rokoko-Kanzel entstand um 1780. Am Korb sind Putten mit den Symbolen für Glaube, Hoffnung und Liebe dargestellt. Am Schalldeckel sind Figuren der Heiligen Petrus und Paulus. In Glasschreinen sind eine thronende Madonnenfigur im Mariahilf-Typus und eine Schutzengelgruppe von Franz Xaver Renn von 1840.
Das  Vortragekreuz und das Kruzifix stammen aus dem 18. Jahrhundert. Ein Ovalbild vom Ende des 18. Jahrhunderts zeigt Maria Immaculata und eines aus der Mitte des 19. Jahrhunderts den heiligen Aloisius. Die drei Prozessionsfahnen entstanden um 1780, die Kreuzwegstationen im vierten Viertel des 18. Jahrhunderts. Das Taufbecken von 1780 steht auf einem gotischen Fuß. Die Kirchenbänke sind spätbarock.

## Orgel
Das barocke Orgelgehäuse von Johann Anton Fuchs hat ein Brüstungspositiv und stammt vom Ende des 18. Jahrhunderts. Das alte Werk stammt von Karl Reinisch aus dem Jahr 1914. Dabei wurde das Hauptgehäuse erweitert. 1988 wurde es durch ein Orgelwerk von Rieger Orgelbau ersetzt.